# Eylül Tumbar
Eylül Tumbar (* 2002 in Izmir) ist eine türkische Schauspielerin.

## Leben und Karriere
Eylül Tumbar wurde 2002 in Izmir geboren. Sie studierte an der İzmir Üniversitesi in der Abteilung für Kino und digitale Medien. Ihr Debüt gab sie 2023 in der Netflixserie Vor wem laufen wir eigentlich davon?. Im selben Jahr spielte Tumbar in der Serie Kendi Düşen Ağlamaz die Hauptrolle.

## Filmografie
Serien
- 2023: Vor wem laufen wir eigentlich davon? (Biz Kimden Kaçiyorduk Anne?)
- 2023: Kendi Düşen Ağlamaz